# Bisbat d'Havelberg
El Bisbat d'Havelberg (alemany: Bistum Havelberg) fou una diòcesi catòlica romana fundada pel Rei Otó I del Sacre Imperi Romanogermànic el 10 de maig del 946 quan es va assegurar el domini de la regió. La diòcesi era sufragània de l'Arquebisbat de Magdeburg. El seu bisbe més famós fou Anselm d'Havelberg. La seva seu era a Havelberg a la Marca del Nord i aproximadament cobria el Priegnitz (Prignitz) però el territori amb poder temporal del bisbe era més reduït. La catedral fou començada per Anselm i consagrada pel seu successor Walo el 16 d'agost de 1170. El 1270 la seu del bisbat fou traslladada d'Havelberg a Wittstock. La "Sang Sagrada de Wilsnack" (hòsties sacramentals que van escapar intactes a un devastador incendi que no va deixar res més) fou famosa en temps del bisbe Dietrich Man (1370-1385). El darrer bisbe catòlic fou Bussó von Alvensleben, mort el 4 de maig de 1548. Com a resultat del triomf de la Reforma Protestant, el bisbat fou secularitzat i unit al marcgraviat de Brandenburg el 1598.

## Llista de bisbes
| Nom                                               | Des de        | Fins a |
| ------------------------------------------------- | ------------- | ------ |
| Udó                                               | 946           | 983    |
| Seu vacant                                        | 983           | 991    |
| Hilderic                                          | 991           | 1008   |
| Eric                                              | 1008          | 1024 ? |
| Gottschalk                                        | 1024 ?        | 1085   |
| Wichmann                                          | 1085          | 1089   |
| Heziló                                            | abans de 1096 | 1110 ? |
| Bernat                                            | 1110 ?        | 1118   |
| Haimó                                             | 1118          | 1120   |
| Gumbert                                           | 1120          | 1125   |
| Anselm                                            | 1126          | 1155   |
| Waló                                              | 1155          | 1176   |
| Hugibert/Hubert                                   | 1176          | 1191   |
| Helmbert                                          | 1191          | 1206   |
| Sibodó de Stendal                                 | 1206          | 1219   |
| Guillem                                           | 1219          | 1244   |
| Enric I von der Schulenburg o potser von Kerkow   | 1244          | 1270   |
| Enric II von Sternberg                            | 1270          | 1290   |
| Hermann de Brandenburg                            | 1290          | 1291   |
| Joan I de Brandenburg                             | 1291          | 1292   |
| Joan II                                           | 1292          | 1304   |
| Arnold (possiblement von Plötz)                   | 1304          | 1312   |
| Rainer von Dequede                                | 1312          | 1319   |
| Enric III                                         | 1319          | 1324   |
| Dietrich I Kothe                                  | 1325          | 1341   |
| Burkhard I von Bardeleben                         | 1341          | 1348   |
| Burkhard II von Lindow-Ruppin                     | 1348          | 1370   |
| Dietrich Man                                      | 1370          | 1385   |
| Johann III Wöplitz                                | 1385          | 1401   |
| Otto von Rohr I                                   | 1401          | 1427   |
| Frederic I Krüger                                 | 1427          | 1427   |
| Joan IV von Beust                                 | 1427          | 1427   |
| Conrad von Lintorf                                | 1427          | 1460   |
| Witticó Gans Edler von Putlitz                    | 1461          | 1487   |
| Bussó I von Alvensleben                           | 1487          | 1493   |
| Otó II von Königsmarck                            | 1493          | 1501   |
| Joan von Schlabrendorf                            | 1501          | 1520   |
| Hieronymus Schulz, abans bisbe de Brandenburg     | 1520          | 1522   |
| Bussó II von Alvensleben                          | 1522          | 1548   |
| Frederic II Brandenburg (Luterà)                  | 1548          | 1552   |
| Seu vacant                                        | 1552          | 1554   |
| Joaquim Frederic, Elector de Brandenburg (Luterà) | 1552          | 1598   |